# Македонська академія наук і мистецтв
Македонська академія наук і мистецтв (мак. Македонска академија на науките и уметностите, скорочено МАНМ) — провідна наукова організація Північної Македонії, яка була створена 23 лютого 1967 року Блаже Конеським.

## Академіки
Члени МАНМ обираються на 3 роки Центральним зібранням Академії. З моменту створення МАНМ включало 154 членів, із яких сьогодні 41 має статус дійсних членів (академіків), а 33 запрошених членів (член-кореспондентів). Найстарший академік у МАНМ — Петр Ілієвські (1920), а наймолодший — Катіца Кюлавкова (1951).

### Почесні члени
- Коле Чашуле
- Йосип Броз Тіто
- Едвард Кардель
- Борис Євгенович Патон[6]

## Відділення
У рамках МАНМ функціонує п'ять відділень:
- Відділення лінгвістики і літературознавства
- Відділення суспільних наук
- Відділення математичних і технічних наук
- Відділення біологічних і медичних наук
- Відділення мистецтв

## Наукові центри
МАНМ включає 5 наукових центрів:
- Центр генетичної інженерії та біотехнології
- Центр енергетики, іформатики і матеріалов
- Центр ареальної лінгвістики
- Центр лексикографіческих досліджень
- Центр стратегічних досліджень

## Голови
- Блаже Конеський (1967—1975)
- Михайло Апостольські (1976—1983)
- Йордан Попйорданов (1984—1991)
- Ксенте Богоєв (1992—1999)
- Георгі Євремов (2000—2001)
- Матея Матевський (2001—2004)
- Цветан Грозданов (2004—2008)
- Георгі Старделов (2008—)

## Міжнародна співпраця
МАНМ — член CEN (Асоциація академій Центральної і Східної Європи) та SEEA (Академії Південно-Східної Європи).

## Публікації
МАНМ видала близько 1 690 наукових праць в різних областях науки і мистецтв.